# スカイガールズ
『スカイガールズ』（SKY GIRLS）は、2006年8月25日にコナミデジタルエンタテインメントから発売されたOVA、2007年7月より放送のテレビアニメ、小説、漫画などの作品。略称はスカガなど。

## 概要
同社の武装神姫と同じくメカと少女をコンセプトとしており、キャラクターデザインには「メカ娘」で知られる島田フミカネを起用。島田フミカネ作品としては初のアニメ化となる。2007年1月にはAT-Xにて放送された。
その後、東京国際アニメフェア2007コナミブースにおいて、テレビアニメシリーズとして制作されることが告知され、同年6月3日開催の『RONDO ROBE 2007』イベントにて正式な放送スケジュールが発表された。

## ストーリー

### OVA版
世界を襲った謎の機械細胞群「ワーム」は、人類軍の最終破壊兵器により壊滅した。しかしその代償は大きく、地球の陸地の50%以上が水没した。そして3年後、殲滅したと思われていた敵の群体が、ミッドウェイ沖にて確認される。
真偽を確認するため、現場へと向かう1隻の航空巡洋艦「攻龍」。そして「攻龍」に搭載された対ワーム専用戦闘兵器、飛行外骨格「ソニックダイバー」。桜野音羽、園宮可憐、一条瑛花の3人は、人類の未来と希望を乗せ、ソニックダイバーで大空を駆る。

### テレビアニメ版
西暦2074年。3年前に世界を襲った謎の機械細胞群「ワーム」により人類は人口の3分の1を失うものの、人類軍の最終破壊兵器により壊滅した。
それから10年の年月が過ぎた。桜野音羽、園宮可憐、一条瑛花の3人は神奈川県横須賀市追浜の基地に集められる。そこで目にしたものは今までの戦闘概念を根本から覆す新兵器、飛行外骨格「ソニックダイバー」であった。ワームとの戦いでの負傷によりパイロットを引退した冬后蒼哉中佐の下、ソニックダイバーパイロット候補生として3人の訓練の日々が始まる。しかし危機は迫っていた。10年の時を経てワームが復活したのである。桜野音羽、園宮可憐、一条瑛花の3人は、人類の未来と希望を乗せ、ソニックダイバーで大空を駆る。

## 世界観
舞台は現在より約80年後、近未来の地球。この時代では技術の発達により、戦闘機などの兵器は未来戦闘システム（FCS）によって無人化され、遠隔操作が可能となっていた。しかし、突如現れたワームによる攻撃や電波妨害によって遠隔操作が不可能になったため、再び人の手で操縦されることになる。そのためかソニックダイバーやビックバイパーなど主役級の兵器以外はF-15イーグルやF-22ラプターなど従来の機体に酷似している。現に物語の年代における日本（極東方面軍）の主力戦闘機は現在とおなじF-15である（無人機に頼り切っていたので急遽再生産された可能性もある）
人類はワームに対抗するため、国家の枠を超えた統合人類軍を結成している。地球全土にわたる大量破壊兵器の使用により、地球には大陸分断などの地形破壊と南極大陸の消失による大規模な海面上昇、気候変動が起こった。結果、日本列島では東京の水没、中国地方と関西地方が分断、四国地方が一部を残して水没など、大部分が消失し、一年を通して亜熱帯性の気候となった。瀬戸内、九州、関西などの地方では電力などの供給が十分行き届いてはおらず（電力などのエネルギーは政府・軍の運営に優先的に使用される）、不便な生活を強いられている。またこれらの地方では未だに都市部の再開発が行われておらず、反対に首都圏は既に元の景観を取り戻しつつある。
また、ワームとの戦闘で全人類の人口は大幅に減少し、徴兵された20歳から30歳の男性（戦闘要員）の9割を失っており、母子家庭が一般的となっている。物語はこの10年後にあたるため、30代から40代の男性人口が極端に少ない。

## 登場人物

### ソニックダイバー隊
桜野 音羽（さくらの おとは）
声 - 川澄綾子
年齢は16歳、身長は159cm、血液型はO型、搭乗機はソニックダイバー零神、階級は曹長。
本作の主人公（ヒロイン）。髪は茶髪のボブカット。好きなことは空を飛ぶこと。元気で前向きで純粋で、何でも気合で何とかしてしまう凄い女の子。運動神経抜群で特に剣術に秀でる。数字など頭を使うことは苦手。パイロットとしての資質は並々ならぬものがあるもののまだまだ発展途上である。外見に似合わぬ大食漢。軍に入隊したのは弟を捜すため、テレビアニメ版では弟とともに憧れた空を飛ぶためもある。軍に入るまでは瀬戸内海の孤島に暮らし、海女をやっていたことなどもあり、メンバーの中では最もサバイバル能力には長けている。
園宮 可憐（そのみや かれん）
声 - 後藤沙緒里
年齢は16歳、身長は158cm、血液型はAB型、搭乗機はソニックダイバー風神、階級は曹長。
おっとりとした性格で真面目。髪は灰色で後ろで短いツインテールに結っている。IQ170（TVアニメ版では200）を超える頭脳の持ち主で飛び級で仙台の大学に通っている。その頭脳を駆使し、他の二人より低い運動神経をカバーしている。さらに普通では数値化できないものを全て数値化してしまう特技をもつ。ただし言語関係は苦手らしい。男性が苦手で、兄以外の男性とは顔を合わせるだけで真っ赤になってしまい、会話もほとんど出来ない。建築関係の仕事をしている兄とは離れて暮らしているが、頻繁に手紙のやり取りをしており、兄様（あにさま）と呼んで慕っている。たくみとは兄からプレゼントされた万年筆を拾った事が切っ掛けで知り合い、その後、男性の苦手意識を克服する切っ掛けとなっていく。
一条 瑛花（いちじょう えいか）
声 - 伊藤静
年齢は17歳、身長は162cm、血液型はA型、搭乗機はソニックダイバー雷神、階級は上級曹長。(最終回では准尉)
ソニックダイバー隊のリーダー。完璧なバストを持つ少女。黒髪のポニーテール。自分の信念を貫く性格で、プライドが高く負けず嫌い。何をやらせてもほぼ完璧にこなしてしまうが、ソニックダイバーの適性テストは合格ギリギリであり、それを補うため影で厳しい鍛錬を続けている。父親が軍の提督で、そのことで人に媚びへつらわれたり名前で呼ばれたりすることを強く嫌う。アニメ版では音羽をライバル視しているが、仲間としては認めている。エリーゼに対しても厳しいが、エリーゼの境遇を知ってからは実の妹のように気にかけている模様。ブランド物が好き。元から軍の戦闘機パイロットではあるがサバイバル能力には欠けており、遭難した時は音羽頼みになってしまった。実は幽霊が苦手という弱点もある。冬后の発言に対して顔を赤らめる描写が何度かあり、彼に対して単なる上官以上の感情を抱いていると思われる。
エリーゼ・フォン・ディートリッヒ
声 - 辻あゆみ
年齢は15歳、身長は150cm、血液型はO型、搭乗機はバッハシュテルツェV-1、ドイツ空軍のエースパイロット。テレビアニメ版に登場（ただし、OVAにも登場予定はあった）。小柄で気が強く、見た目が子供っぽいことを気にしている。髪は金髪でロングヘア。頭脳は明晰で複数の言語を完璧に使いこなせる。幼さの残る容姿や立ち居振舞いが老人の心をくすぐるのか、ベテランスタッフほど彼女を甘やかしがち。
ワームの襲撃により壊滅寸前の西ヨーロッパ基地から一人脱出ポッドに乗せられて日本に送られ、急遽ソニックダイバー隊に加わった。両親は共に軍人だったがエリーゼが幼い頃に戦死しており、以後は基地の人々に育てられた。その為、目の前で基地を壊滅させたワームに強い憎しみを抱いている。西洋人のためか、生魚が食べられない。
アイーシャ・クリシュナム
声 - 片岡あづさ
インド系の少女。黒髪のショートカット。非常に無口な性格。周王博士の助手的存在らしい。ソニックダイバーはおろか、ワームさえ制御するほどの能力を持つ。ただしその代償として相当な体力を消耗してしまう為、周王博士からはその能力の行使を固く止められている。またソニックダイバー搭乗時の記憶を維持できない。
実はクリシュナム博士の娘で生まれつきの難病を抱えており、その治癒の為ナノマシン臨床被検体となっていた。クリシュナム博士が不治の病に冒され、自らの死期を悟った際に人工冬眠状態にされた。その為、戸籍上の年齢は31歳である（肉体的年齢は17歳である）。その後偶然探索隊に発見され、ナノマシン被験者として周王博士の下でソニックダイバーの開発に関わるようになる。終盤18話以降から登場し、ワームやソニックダイバーの真相に関わっていることが語られる。

ソニックダイバーレスキュー隊
ワーム殲滅から半年後、新たに追浜基地に設立され世界各国から候補生が集められた。瑛花は一時春日基地にもどった後、この新生部隊の指導教官に就任しているが、音羽、可憐は退役し元の生活に戻った。身寄りのないエリーゼは源さんの養孫となった。

#### ソニックダイバーレスキュー隊候補生（各国のソニックダイバー隊）
アニメ版では候補生、スカイガールズIFでは各国のソニックダイバー隊
ヴェローニカ・ペテルソン
ヴィーチャ・プガチョーワ
エミーリア・ランク
荘銀姫
グリア―・グライド
上嶋里美
ウルリカ・シュテルンブルグ
ステラ・クロファード・モス
瀬戸口琴音

### 第13航空団
冬后 蒼哉（とうごう そうや）
声 - 藤原啓治
年齢は29歳、身長は180cm、血液型はO型、日本海軍（極東方面軍）中佐（ストーリー中で大佐に昇進）。
ソニックダイバー隊の指揮官。軽い男だが、実は元海軍のエースパイロットで伝説の男。「黒騎士」と呼ばれ、黒いパーソナルカラーで塗装されたF-22 ラプターを駆り活躍していた。当時はパイロット達の憧れの人であった。釣りが趣味。（攻龍の自室には、攻龍で釣り上げられたであろう魚の魚拓が飾られている。）
あまりに軍人らしくないため、普段は音羽達はもちろん真面目な瑛花にさえ「冬后さん」と呼ばれている。
だが、心底では彼女たちに休暇を用意したり発案には常に賛成したりとかなり部下思いであり、また理不尽な強要にも屈しない芯の強さも持っている。
速水 たくみ（はやみ たくみ）
声 - 白石涼子
年齢は16歳、身長は168cm、血液型はA型、通信士と厨房補佐を兼任している少年。
パイロットになることが夢だったが才能がなかったため、パイロット達を支える道を選ぶ。テレビアニメ版では4話から登場。可憐が町で落とした万年筆（兄からのプレゼント）を拾い、可憐と親しくなる。趣味は写真で、建物を撮るのが好き。また、実家が料理店である事から料理人を目指しており、平時は実際に厨房で働き腕を磨いている。軍服姿でいる事は少なく、攻龍指令室内でも殆ど着ていた事がない。
橘 僚平（たちばな りょうへい）
声 - 谷山紀章
年齢は19歳、身長は178cm、血液型はO型、整備兵。
天才的な腕をもつメカニックで、メカをいじるのが大好き。大戦による資源不足により、趣味の車やバイクに乗ることができなくなったので、軍に入隊した。音羽とはケンカばかりしているが、出撃時には最強のコンビとなる。実は密かな恋心を抱いている（OVA版設定）。テレビアニメ版では零神の専属整備士で、音羽同様零神のことを「ゼロ」と呼んでいる。実は船が苦手だったが攻龍に乗った事で克服出来たらしい。瑛花以上に負けず嫌いで、他人に弱みを見せたがらない上に必要以上に頑張りすぎるところがある。
藤枝 七恵（ふじえだ ななえ）
声 - 堀江由衣
年齢は15歳、身長は155cm、血液型はB型、情報処理&航行補佐。
真面目で几帳面だが、ちょっと恥ずかしがり屋。目がかなり悪いらしく、眼鏡が無いと何も見えない。意外と巨乳であり、本人もそのことを気にしている。TVシリーズEDでは自室にハムスターを飼っていると思しきカットがあるが、本編では登場していない。故郷に幼馴染の黒澤洸晴（声 - 岡本信彦）がおり、彼から貰ったクジラのペンダントを大事にしている。
大戸 代治（おおと だいじ）
声 - 田中完
整備班班長。橘僚平、御子神姉妹の上司。
口の悪い指示を出すことが多いが、現場の視点で適切な判断を下せる人物。
テレビアニメ版では急遽到着したバッハシュテルツェV-1の専属整備を兼任することになった。
緋月 玲（ひづき れい）
声 - 間島淳司
年齢は23歳、身長は176cm、血液型はA型。階級は少尉。
軍の技術開発本部から追浜基地に出向しているソニックダイバー開発担当補佐官。
小説版とテレビアニメ版に登場。冬后の副官であるが、ソニックダイバーの管理を受け持っているため実質的な決定権を持つことが多い。また時には人命より任務の遂行を優先する冷徹な人物なので、情に厚い冬后とは衝突することが多い。攻龍出航後は技術開発本部に戻ったが、最終決戦では攻龍に乗艦し、指揮官である冬后を身を挺して守る一面も見せた。
御子神 嵐子（みこがみ らんこ）
声 - 比嘉久美子
年齢は20歳、身長は165cm、血液型はB型。雷神の専属整備士。赤い髪を左にまとめ、赤い作業着を着用。
テレビアニメ版に登場。晴子とは双子の姉妹で、嵐子曰く「力の嵐子に技の晴子」らしい。明るい性格。
御子神 晴子（みこがみ はるこ）
声 - 石川桃子
年齢は20歳、身長は165cm、血液型はB型。風神の専属整備士。青い髪を左右でまとめ、青い作業着を着用。
テレビアニメ版に登場。嵐子と比べて冷静で、口数も少ないが、暗いわけではなく笑顔も時折見せる。姉妹共に関西弁で喋る。

### 攻龍
門脇 曹一郎（かどわき そういちろう）
声 - 小川真司
日本海軍特務艦113号「攻龍」艦長。テレビアニメ版での階級は中将。冬后らは長官と呼んでいる。
ソニックダイバー隊の実戦での結果を求め、艦の被害を顧みずワームとの交戦を指示した。
元見張り員で夜目が利く。状況に応じ、大胆かつ繊細な操舵、攻撃指示を下せる。（小説版設定）
ソニックダイバー隊の態度に関しても何も言わず、冬后のジョークにも応じるなど意外と柔軟な人物である。
嶋 秋嵩（しま あきたか）
声 - 青山穣（OVA） / 斧アツシ（テレビアニメ）
「攻龍」副長。テレビアニメ版での階級は少将。
艦の実質的な戦闘指示を行う。慎重派で無謀とも思える艦長の指示に疑問を持ち、ソニックダイバー隊、特にパイロットとしての資質が未知数である桜野音羽については懐疑的ですらある。お堅い軍人でソニックダイバー隊や若いスタッフのちゃらけた態度に厳しいが、戦闘時のソニックダイバー隊の身の安全を気遣う等、部下思いの一面も見せた。祝辞をやらせると話が長くなる。門脇艦長が大胆な戦法がとれるのは、嶋が心配役として機能しているかららしい。（小説版設定）
安岐 夕子（あき ゆうこ）
声 - 生天目仁美
テレビアニメ版に登場。年齢は30歳、身長は169cm、血液型はB型。ソニックダイバー隊専属医師、兼船医。元々船医として招かれていたが、クルーと顔馴染みになるべく先に追浜に来る。
メンバーのメンタル面でのサポートも行う良き相談役でもある。一見して清楚な外見だが、僚平が抜群のスタイルの持ち主と見抜いている。自宅にたくやと言う息子を残してきている一児の母でもある。ワーム殲滅後は開業医となった為、ソニックダイバーレスキュー隊設立式典には出る事が出来なかった。映像特典では何故か親子して赤貧にあえぐ生活をしている。
源さん（げんさん）
声 - 河合義雄（OVA） / 武虎（テレビアニメ）
追浜基地及び攻龍の厨房を仕切る料理長で、料理修行のために厨房補佐をしている速水たくみの親方でもある。
たくみに対しては指導する立場から厳しいが、先の戦争で死んだ孫の面影があるというエリーゼに対しては非常に甘い。
自宅に残っていた妻もエリーゼを気に入っておりワーム殲滅後はエリーゼを養孫として迎え入れている。

### その他
周王 紀里子（すおう きりこ）
声 - 木村亜希子
年齢は28歳、身長は167cm、血液型はA型。技術開発本部の科学者。博士。
わずか10代の頃から対ワーム研究に抜擢されている。ソニックダイバーの開発者。
飛崎 陣（ひざき じん）
声 - 諏訪部順一
年齢は29歳、身長は182cm、血液型はAB型、搭乗機はビックバイパー、階級は大佐。
極東方面軍所属のベテランパイロットで、冬后同様、かつてはF-22を愛機としていた（統合人類軍仕様のF-22はノズルの形状が現実に米軍で配備されている物と異なるのが特徴である）。冬后はかつてのライバルであった。思ったことをそのまま口にするが、根は優しく熱い。
九堂 じゅりあ（くどう じゅりあ）
声 - 水沢史絵
森山 誉（もりやま ほまれ）
声 - 中村悠一
共にビックバイパー・飛崎隊のパイロット。
九堂は腕は確かながらキレやすく、森山は実直で真面目な性格をしている。第25話での会話から九堂のほうが森山より年上、もしくは上位階級と思われる。
桜野 天山（さくらの てんざん）
声 - 大川透
音羽の祖父で、剣術指南 桜野無敵流道場の師範。
桜野 花絵（さくらの かえ）
声 - 加藤優子
音羽の母。
桜野 優希（さくらの ゆうき）
声 - 沢城みゆき
音羽の双子の弟。音羽と共に軍の航空機パイロットである父に憧れ、空を飛ぶことを夢見ていたが、幼い頃に行方不明となっている。
音羽たちの前にワームの使者として、行方不明の頃のままの容姿で再び現れる。ワームの機能停止と共に音羽の目前で笑顔を取り戻しながら消滅した。
タコクラゲワーム
声 - 今野康之（友情出演）
第14話で登場した蛸海月型ワーム。同作効果担当の今野康之が声優 (SE?) を担当している。
一条 瑛儀（いちじょう えいぎ）
声 - 古澤徹
瑛花の父で、日本海軍提督。階級は少将。厳格な性格で家庭よりも任務を優先する余り、過労で倒れた事もある。かつてはエースパイロットで瑛花からも慕われていたが、瑛花がパイロットになる事には反対した為、親子の仲はあまり良くない。しかし心の中では娘の身を案じており、パイロットになることに反対したのも娘を危険な仕事に就かせたくなかった思いから来た節がある。
一条 静子（いちじょう しずこ）
声 - 大浦冬華
瑛花の母。
藤枝 琴乃（ふじえだ ことの）
声 - 小野涼子
七恵の母。
シュリニバーサ・クリシュナム博士
声 - 間宮康弘
アイーシャの父。ナノマシン技術の権威で2053年にナノマシンを使用した難病治療プログラムを完成させたが、臨床被験体に実の娘アイーシャを使用していたことから学会から糾弾され行方をくらます。インドの山中で研究に没頭、自己増殖機能を持つナノシステム治療プログラムの流出を知り、ワーム発生の可能性を予期するが、その矢先に不治の病に冒されて自らの余命が長くない事を悟り、アイーシャを人工冬眠させた後、論文を書き上げる途中で絶命する。
安岐 たくや
声 - 水沢史絵（「釣りバカ瑛花さん」パチスロ版）
安岐夕子の息子で最初は写真でのみの登場だった。父親を先のワームとの大戦時の折に失っており父親の顔を知らない。夕子の心の支えとなっている。最終回では元気に駆け回る姿が見られた。

### 小説版のみの登場人物
水崎 香南（みずさき かなん）
パイロット選抜から残った訓練生の1人でソニックダイバー隊の1期生。冬后、緋月とともにパイロットのスカウトに向かったとき、音羽と出会った。
その後退役。
一樹 楓（いちのき かえで）
ソニックダイバー隊1期生。零神でのマッハ記録実験中に行方不明となる。
番匠 真里亜（ばんしょう まりあ）
ソニックダイバー隊1期生。一人称は「おれ」。女性だが、男っぽい性格をしている。冬后を兄貴分と思い慕っていた。
試験時に負傷し療養していたが、ワーム急襲時に八三式飛行外骨格で特攻し死亡した。

## 登場兵器

### ソニックダイバー（Sonic Diver）
対ワーム用の兵器として（表柄は人命救助などの平和利用目的として）、日本海軍の全く新しい設計思想に基づいて開発された人型飛行戦闘兵器。正式名称は「飛行外骨格 ソニックダイバー」。周王紀里子博士を中心に開発し、10年をかけて試作機の運用にこぎ着けた。
動力は小型核融合炉である。スラスターは脚部、機体後部に備わり、兵器の特性上、空中静止能力とVTOL機構を備える。機体の軽量化を進めた結果、マッハ2を超える超音速飛行が可能となり、従来の戦闘機などを圧倒する機動性、高速性を持つ。
機体の迎角などの外部情報はターミナルデヴァイスが映写する擬似HMDに表示される。戦闘機のようなグライダー形態での高速巡航時にとるG（グライダー）モード、強化外骨格形態でワームとの戦闘時にとるA（アーマード）モード、パイロットの死亡、シンクロ率の低下などにより、手動操作が不可能になった場合に着陸などを行う、自律行動状態のAS（オートマティック・ソルジャー）モードの三つのモードに変形する。
生体同期システムを応用しており、パイロットの意思通りの操縦が可能だが、運用にはDNAレベルでの適合が必要なので、パイロットごとに適応するタイプを製造する必要があり、実験段階では量産性があるとは言えないのが現状である。勿論、何らかの原因でパイロットとのシンクロ率が不安定になった場合、操縦不能に陥り墜落する危険性も兼ねている。
ナノマシン装甲により、単純な装甲の軽微な損傷ならば自己修復が可能である。
パイロットは「モーションスリット」という飛行服を着用し、特殊な装置「スプレッドブース」に入って「ナノスキンジェル」の塗布を受け、身体をソニックダイバーシステムに最適化しなければならない。ナノスキンジェルは超音速飛行時のパイロットを空気摩擦や風圧、気圧変化など一定の衝撃、環境変化から守る役目を果たしている。また、ソニックダイバーシステムとの連動性能に影響を及ぼさないよう、厚さは1.5mmまでになっている。
機体の軽量化の為、グラスキャノピー機構が無く、パイロットが直接外気に晒される結果、戦闘ではパイロットへの被弾が許されない上に機体の装甲が限界まで軽量化されているため、人命に対するリスクが極めて高いと言える。さらには、僅かな重量差が挙動に影響を及ぼすため、パイロットの体重が50kg以下に制限されているなど、パイロット候補が限定されてしまうことも兵器としての汎用性を低下させている。
これら運用条件の極端な制約、機体の維持費用の高騰化などにより、軍の中ではソニックダイバーの兵器としての有用性を疑問視する声もある。現在、日本で生産されたGシリーズ（God＝神）「零神」「風神」「雷神」の試作機3機が登場、第13航空団が運用を前提として、日本海軍追浜試験場にて試験飛行を繰り返している。
その後、ワーム殲滅の任務を負う第18特殊空挺師団への配属決定後、急遽到着した西ヨーロッパ製の量産機「バッハシュテルツェV-1」一機を加え、特務艦「攻龍」に配備された。ワームとの戦いの終結の後は、この4機はソニックダイバーレスキュー隊設立式典のデモフライト後、平和記念館で保存された。
ソニックダイバー零神（レイジン）
正式名称は「A2K0／G2K0飛行外骨格 零神」。パイロットは桜野音羽。機体の色は緑。両肩に光学レーザー砲を装備している。愛称は「ゼロ」。3機の中で最も高速性、機動性が高く、音羽の剣道経験が活きるMVソードを用いた近距離格闘戦が主戦法。
ソニックダイバー風神（フウジン）
正式名称は「B2K1／G2K1飛行外骨格 風神」。パイロットは園宮可憐。機体の色はシルバー。ミサイルポッド二種を右肩に、円盤形レーダードームを左肩に装備しており、これによる索敵、空域・地形分析能力に優れた後方支援型の機体である。（パイロットの分析能力によるところも大きい）
ソニックダイバー雷神（ライジン）
正式名称は「H2N3／G2H3飛行外骨格 雷神」。パイロットは一条瑛花。機体の色はゴールド。運動性よりも高火力を追求し、両肩にガトリング砲、ミサイルポッド、戦艦並みのビーム砲を装備。他のGシリーズ機より低い機動性を補うため、高回転型のN社製のエンジンと、大型の前進翼を採用している。
バッハシュテルツェV-1
ドイツで開発され、ドイツ空軍および、統合人類軍西ヨーロッパ方面軍の標準機として量産化が決定していたが、西ヨーロッパ基地が周辺施設ごと破壊されたため、現在ではエリーゼの乗る一機しか残っていない。
海外製量産機ということもあり、Gシリーズ試作機より角張ったフォルム、簡略化されたマニピュレーターを持つ。また翼面積も若干小さい。腕部に可変出力レーザー砲を装備している。MVランスという槍を装備している。
シューニア・カスタム
過去にアイーシャが搭乗していたソニックダイバーの原型機 シューニアを改修した機体。対ワーム用の切り札としてウイルスプログラム送信用のデバイスを装備している。この機体はワームとの最終決戦中に大破しているが、アイーシャは音羽に救出され生還している。
八三式飛行外骨格（はちじゅうさんしきひこうがいこっかく）
原型機 シューニアの後、DNA適性がさほど限定されない試験機、八三式飛行外骨格が5機、Gシリーズより以前に製造されている。瑛花の戦闘機を翻弄し負かす程度の性能を持つが、対ワーム戦闘には向かず、後にソニックダイバーレスキュー隊の練習機として採用されることとなった。
余談として、DVDに封入されているライナーノートには最終話で瑛花が教官を務めるソニックダイバーレスキュー隊の面々に、「SKYGIRLS ImaginaryFlyers(＝架空に飛ぶ者たち)」として彼女達専用である架空のソニックダイバーが描かれている。

### ビックバイパー（VIC VIPER）
統合人類軍によって開発された、最新鋭の次期主力戦闘機。パイロットは飛崎陣らビックバイパー隊。ソニックダイバーのように、特別なパイロット適性は必要ないため、主戦力としての量産化が期待されている。動力は小型核融合炉である。主な武装はプラズマレーザー砲。物理攻撃から一時的に機体を守るフォースフィールド発生装置を装備している。コナミ往年の名作シューティングゲーム『グラディウス』シリーズからのスピンオフ登場。いわゆる「オプション」などの特徴的な装備もそのままである。ただし、『グラディウス』シリーズと本編との設定上の直接の繋がりは無く、コラボレーション企画としてゲームと同じモチーフが本編の設定に組み込まれているという位置づけである。

### 特務巡洋艦 攻龍
日本海軍の航空巡洋艦、特務艦113号。ステルスタイプのイージス巡洋艦である。少人数で運航できるように設計されている。全くの新造艦ではなく、同型の巡洋艦をソニックダイバー運用のために内部改造されている。艦橋下部にソニックダイバー用の格納庫があり、ソニックダイバーの出撃時はリニアカタパルトで射出する。動力はソニックダイバーと同じく小型核融合炉である。
武装
主砲
艦首の左右に1基ずつ、計2基装備されたビーム砲。非戦闘時はステルス性強化の為、砲身が砲塔の中に収納されている。（テレビアニメ版では収納されない）ソニックダイバーの格納庫と射出用リニアカタパルトを守るように配置されている。
CIWS
格納庫の上部、前後に計2基装備された近接対空防御兵器（ファランクス）。高い連射性を持ち、レーダーと連動して自動で敵を追尾する。
テトラポッド
艦首の左右から発射されるミサイル。目標を追尾してガトリング砲を撃ちながら接近し、目標に命中・爆発してダメージを与える。テレビアニメ版では海中のワームに対して投下する爆雷として使用した。

## 用語
ワーム
侵略機械兵器群（W.O.R.M、Weapons Of Raid Machinesの略）。別称：機械細胞群。ワーム個々のサイズは1インチ（OVA）／30cm（テレビアニメ）ほどと小さいが、それらが集合することでさまざまな形・大きさの統一体となる。突如地球に出現し世界的規模で人類への攻撃を行った。統合人類軍は大量破壊兵器を使用し、文明の壊滅的な破壊と引き換えにこれらを殲滅したように思われたが、3年から10年後、太平洋上にて残党が発見される。
本能的に軍事基地、エネルギー施設、工業地帯などを襲撃する性質があるらしい。自己修復能力があり、統一体の半分以上を瞬時に壊滅させないと無力化が不可能なため、通常兵器は無力である。電子攻撃を行うため、遠隔操作型無人兵器、誘導兵器も効果的ではないが攻龍、ソニックダイバーのレーダーではこれを捕捉できる。
テレビアニメ版では、殲滅したかのように見えたのは統合人類軍の無差別攻撃を「人類の自滅行為」と見なして、しばしの休眠に入ったとされている。クリシュナム博士はその特性を予期し、娘のアイーシャをナノマシン被験体にしながら、ワームに対抗する手段の論文を書き上げていた。
統合人類軍
ワームとの戦いに勝つため、国家の枠を超えて結成された軍隊。日本の陸空軍は大戦で壊滅、海軍に編入されているため、日本（極東方面軍）には海軍しか存在しない（編入した陸空戦力は持つ）。大戦後は人員不足に悩まされている。
モーションスリット
ソニックダイバー専用のパイロットスーツ。1グラム単位での軽量化を試みた結果、0.35mmの薄さの超軽量生地に、外観はスクール水着に酷似することとなった(腕部、脚部が大きく露出している)。これにより、SDシステムとの高い同調率が得られる。頭部の擬似HMDを表示する機器であるターミナルデヴァイス、首周りのスパイナルシェル以外は使い捨てとなるが、少数のパイロット個々に合わせて作られるものなので非常に高価である。
ナノスキンジェル
モーションスリットの上に塗布し、一定の周波数の電圧を加えることでジェルに含まれたナノマシンが活動、ナノスキンを形成しパイロットを保護する擬似生体バリア。耐G、耐圧、耐熱、耐冷、耐風に効果を発揮するが、防弾能力は高くない。21分32秒を超えると自壊作用が発生してバリア効果が無効となるため、この時間がソニックダイバーによる活動限界時間となる。
デルタロック
3機のソニックダイバーによる、ワーム殲滅の必殺攻撃。必要高度まで上昇した後にデルタ（三角）フォーメーションを取った後（Gモードの場合はAモードに可変）、まず零神がMVソードでワームの身体に傷を付ける。これは零神がレセプターとなって3機のナノマシン情報を送り、ワームの身体をパイロットのそれと同じにする為である。座標固定を完了するとカウントダウンが始まり、ゼロになると「デルタロック！」のコールとともに3者の頭上からビームワイヤーが出され、結界を形成する。この中ではホメロス効果の促進で活動限界後のナノスキンジェルのようにワームの身体組成の崩壊が始まり、球体状となる。そこから3機の近距離からの一斉掃射で止めを指す。
バッハシュテルツェ加入後はクアドラロックとなるが、方法はデルタロックとほぼ同じ。

## OVA

### スタッフ
- 原案 - 熊坂省吾
- キャラクター原案 - 島田フミカネ・黒星紅白
- 監督 - 岩崎良明
- キャラクターデザイン・作画監督 - 岩倉和憲
- コンセプチュアルメカデザイン - 島田フミカネ
- メカデザイン - 横田耕三
- 絵コンテ - 山川吉樹
- 演出 - 鈴木洋平
- 美術監督 - 廣瀬義憲
- 色彩設計 - 石田美由紀
- 撮影監督 - 丸茂力也
- 編集 - 西山茂
- 音楽 - 光宗信吉
- 音響監督 - 明田川仁
- プロデューサー - 松倉友二、熊坂省吾
- アニメーション制作 - J.C.STAFF
- 製作 - コナミデジタルエンタテインメント

### 主題歌
オープニングテーマ「Baby's Tears」
作詞 - 小坂りゆ / 作曲 - NAOKI MAEDA / 編曲 - HΛL Additional Prog. ・丸山真由子 / 歌 - 小坂りゆ
家庭用DanceDanceRevolution SuperNOVA 及び業務用 DanceDanceRevolution SuperNOVA2にも収録。
エンディングテーマ「Shooting Star〜願いをこめて〜」
作詞 - まついえつこ / 作曲・編曲 - 高木洋 / 歌 - 後藤沙緒里

## 関連商品（OVA系）

### 小説
- 『スカイガールズ 碧空来同編』
原案 - 熊坂省吾／著者 - 蕪木統文／イラスト - 島田フミカネ、J.C.STAFF
OVAと同時に、コナミノベルスより発売された。OVA版より前の時期の話で、小説版オリジナルキャラクターも登場する。ソニックダイバー隊の結成から、音羽達がスカウトされて訓練を行う様子などが描かれている。テレビアニメ版とは同時期を書いているが、OVA版準拠のため一部設定が異なる。
- 『スカイガールズ 星空血戦編』
テレビアニメ版とは別の展開で攻龍が出港。エリーゼとの合流を経て超巨大ワームとの戦闘に挑む。

### 関連書籍
- スカイガールズアートワークス（2006年9月、コナミデジタルエンタテインメント） ISBN 4-86155-814-X - 設定資料集。

## テレビアニメ
2007年7月より放送。全26話。OVAとは異なり、ソニックダイバーの作画にCGが使われている。テレビアニメ化にあたって、OVAおよび小説と設定が異なっていたり、タイトルロゴもバックの人型のデザインなど若干変更されている。また、OVAでは都合により登場が見送られたエリーゼや緋月も登場している（スカイガールズ Artworks参照）。

### スタッフ（テレビアニメ）
- 原案 - 熊坂省吾
- キャラクター原案 - 島田フミカネ・黒星紅白
- 監督 - 岩崎良明
- キャラクターデザイン - 岩倉和憲
- サブキャラクターデザイン - 木本茂樹
- コンセプチュアルメカデザイン - 島田フミカネ
- メカデザイン - 明貴美加
- ワームデザイン - 石垣純哉
- メカ / ワーム作画監督 - 岩瀧智
- プロップデザイン - 飯塚晴子
- 美術監督 - 鈴木朗
- 色彩設計 - 石田美由紀
- 撮影監督 - 岩井和也
- 編集 - 西山茂
- 音楽 - 光宗信吉
- 音響監督 - 明田川仁
- プロデューサー - 富田陽一郎、井出美恵、佐藤久暢、松倉友二
- アニメーション制作 - J.C.STAFF
- 製作 - コナミデジタルエンタテインメント、ジェネオンエンタテインメント、ムービック

### 主題歌（テレビアニメ）
オープニングテーマ
「Virgin's high!」
作詞 - MELL / 作曲・編曲 - 井内舞子 / 歌 - MELL (I've)
- 発売元 - ジェネオンエンタテインメント
- 9月26日発売

エンディングテーマ
「True Blue」（第1話 - 第13話）
作詞 - 藤林聖子 / 作曲・編曲 - 高木洋 / 歌 - 後藤沙緒里
- 発売元 - コナミデジタルエンタテインメント
- 9月19日発売

「Diamond Sparkle」（第14話 - 第26話）
作詞 - 藤林聖子 / 作曲・編曲 - 高木洋 / 歌 - 片岡あづさ
- 発売元 - コナミデジタルエンタテインメント
- 10月24日発売

### 各話リスト
| 話数 | サブタイトル                 | 脚本       | 絵コンテ   | 演出       | 作画監督                       | 総作画監督        |
| ---- | ---------------------------- | ---------- | ---------- | ---------- | ------------------------------ | ----------------- |
| 1    | 候補者たち                   | 吉岡たかを | 岩崎良明   | 岩崎良明   | 木本茂樹 飯塚晴子              | -                 |
| 2    | ソニックダイバー             | 吉岡たかを | 葛谷直行   | 吉本毅     | 冷水由紀絵 中島美子            | 木本茂樹          |
| 3    | 飛翔                         | 吉岡たかを | 二瓶勇一   | 山内東生雄 | 柴田志朗 山田裕子              | 木本茂樹          |
| 4    | 休日の街角                   | 伊藤美智子 | 井上修     | 矢花馨     | たないあやこ                   | -                 |
| 5    | よろしく! ゼロ               | 赤星政尚   | 滝川和男   | 山崎茂     | 才木康寛 末廣直貴              | 木本茂樹          |
| 6    | 七恵の秘密                   | 玉井☆豪    | 田中雄一   | 上田繁     | いしいゆみこ 斎藤雅和          | 飯塚晴子          |
| 7    | 命名、スカイガールズ         | 山田靖智   | 二瓶勇一   | 廣川集一   | 奥野浩行 臼田美夫              | 木本茂樹          |
| 8    | 温泉へ行こう!                | 玉井☆豪    | 柳沢テツヤ | 阿那金陀   | 中島美子 小宮素直 小林亮       | 飯塚晴子          |
| 9    | デルタロック                 | 赤星政尚   | 滝川和男   | 高島大輔   | ひのたかふみ 梶谷光春          | 木本茂樹          |
| 10   | ゴーストベース               | 伊藤美智子 | 井上修     | 矢花馨     | たないあやこ                   | 飯塚晴子          |
| 11   | 4人目の少女                  | 吉岡たかを | 二瓶勇一   | 馬引圭     | 新井伸浩 木下由美子            | 木本茂樹          |
| 12   | さよなら追浜                 | 吉岡たかを | 三沢伸     | 雄谷将仁   | 小野陽子                       | 飯塚晴子          |
| 13   | 攻龍出港                     | 山田靖智   | 小美野雅彦 | 上田繁     | いしいゆみこ 中島美子          | 木本茂樹          |
| 14   | クアドラロック               | 赤星政尚   | 滝川和男   | 吉本毅     | 小宮素直 梶谷光春              | 飯塚晴子          |
| 15   | 父と娘と                     | 伊藤美智子 | 二瓶勇一   | 橋本敏一   | ひのたかふみ 佐古宗一郎        | 木本茂樹          |
| 16   | 寄港                         | 伊藤美智子 | 井上修     | 矢花馨     | 古池敏也 飯飼一幸              | 飯塚晴子          |
| 17   | 南の島のスカイガールズ       | 山田靖智   | 山内東生雄 | 山内東生雄 | 岡本真由美 木下由美子          | 木本茂樹          |
| 18   | 侵入者                       | 赤星政尚   | 二瓶勇一   | 馬引圭     | 新井伸浩 柴田志朗              | 飯塚晴子          |
| 19   | アイーシャ・クロニクル       | 吉岡たかを | 田中雄一   | 蔵本穂高   | 澤田譲治 松岡秀明              | 木本茂樹          |
| 20   | そのファインダーに映るもの   | 山田靖智   | 増田敏彦   | 雄谷将仁   | 小林亮 中島美子                | 飯塚晴子          |
| 21   | 共闘                         | 赤星政尚   | 滝川和男   | 吉本毅     | ひのたかふみ 小宮素直          | 木本茂樹          |
| 22   | サザンクロス・ホーリーナイト | 伊藤美智子 | 井上修     | 矢花馨     | 古池敏也                       | 飯塚晴子          |
| 23   | 失われた翼                   | 吉岡たかを | 田中雄一   | 石川久一   | 木下由美子 石田慶一            | 木本茂樹          |
| 24   | 決戦                         | 吉岡たかを | 二瓶勇一   | 馬引圭     | 中島美子 さのえり 吉田伊久雄   | 飯塚晴子          |
| 25   | 音羽、ふたたび               | 赤星政尚   | 田中雄一   | 上田繁     | 梶谷光春 中山由美 ひのたかふみ | 木本茂樹          |
| 26   | それぞれの…                  | 吉岡たかを | 岩崎良明   | 岩崎良明   | 石田慶一 飯塚晴子              | 木本茂樹 飯塚晴子 |

### 放送局
| 放送地域 | 放送局     | 放送期間                      | 放送日時           | 放送系列       | 備考             |
| -------- | ---------- | ----------------------------- | ------------------ | -------------- | ---------------- |
| 愛知県   | テレビ愛知 | 2007年7月5日 - 12月27日       | 木曜 25:28 - 25:58 | テレビ東京系列 |                  |
| 千葉県   | チバテレビ | 2007年7月5日 - 12月27日       | 木曜 26:00 - 26:30 | 独立UHF局      |                  |
| 神奈川県 | tvk        | 2007年7月5日 - 12月27日       | 木曜 26:15 - 26:45 | 独立UHF局      |                  |
| 埼玉県   | テレ玉     | 2007年7月7日 - 12月29日       | 土曜 25:30 - 26:00 | 独立UHF局      |                  |
| 大阪府   | テレビ大阪 | 2007年7月7日 - 12月29日       | 土曜 26:40 - 27:10 | テレビ東京系列 |                  |
| 日本全域 | AT-X       | 2007年8月2日 - 2008年1月24日  | 木曜 9:00 - 9:30   | CSチャンネル   | リピート放送あり |
| 27道県※  | i-revo     | 2007年10月12日 - 2008年1月4日 | 金曜 更新          | ネット配信     | 地域限定配信     |

備考
- 前番組『Saint October』と同じUHFアニメ形態で、テレビ愛知以外は同じ放送枠を踏襲する。
- なお、i-revoでのネット配信は地域を限定してコンテンツ配信を行う「エリアキャスト」技術の運用実験として地上波未放送地域27道県を対象に行われている。10月12日から18日にかけて15話までを配信、その後毎週最新話を配信している。
- DVD7巻のジャケットのイラストが事前に発表されていたものから急遽差し替えになった。ソニックダイバー隊の4人が露出度の高い水着を着ていた絵であったが、露出度の低い水着姿に描き直されている。

### 釣りバカ瑛花さん
『釣りバカ瑛花さん スカイガールズ ダイナマイトフィッシング』（つりバカえいかさん スカイガールズ ダイナマイトフィッシング）は、『スカイガールズ』のTVシリーズDVDの映像特典として制作された新作短編アニメーション。全9話。ストーリーはほぼ本編に関係なく、釣りをテーマにした（時には釣りからも脱線した）ギャグエピソードとなっており、『釣りバカ日誌』や『釣りキチ三平』のパロディも含んでいる。この作品ではソニックダイバー隊は普段からモーションスリットを着用している。
なお2015年発売のパチスロ機『スカイガールズ〜ゼロ、ふたたび〜』公式サイトにおいて、同年8月28日より全3話から成る新作ウェブアニメが配信されている。このうち1本は『スロバカ瑛花さん スカイガールズ ダイナマイトスロッティング』のタイトルになっており、下述の「釣りバカ」キャラも「スロバカ」に変更された上にキャラ全員が（パチスロの遊戯可能な）18歳以上の設定になっている。
登場人物
釣りバカ瑛花
主人公。トレードマークは麦わら帽子。釣り師でありながら生き餌が苦手だが、その釣り場の「ぬし」相手には並々ならぬ闘志で立ち向かう。興奮すると広島弁が出る。スロバカ編では必殺技『月面宙返り（ムーンサルトり）』を披露する。
釣りバカ音羽
常に瑛花と行動を共にする、弟子その1。細かい事を気にしない性格。いつも「〜っす」口調で、瑛花が釣ったぬしは「旨いっす旨いっす」言いながら貪る様に食べる。
釣りバカ可憐
瑛花の弟子その2。普段は冷静にツッコミを入れる役回りだが、いったん羽目を外すと性格が豹変する。
釣りバカエリーゼ
第5話から登場。UFOキャッチャーの人形を瑛花に取ってもらっただけの理由で瑛花に押しかけ弟子入り。生魚が嫌い。スロバカ編では「18歳以上の設定に無理がある」という理由で出番はなし。
釣りバカ蒼哉
瑛花のライバルで、瑛花に匹敵する腕前の持ち主だが、スランプに陥ると酒に溺れる。
釣りバカ夕子
第7話と第8話に登場。貧相な木造の平屋に「たっくん」と二人暮らし。
釣りバカ七恵
第5話に登場。エリーゼがいたゲームセンターで働いている。スロバカ編では飲み屋の女将やパチンコ店員を務める。釣りはしない。
釣りバカたくや
夕子の息子。
各話リスト
※パチスロ版特別編の話数は表記がなく、便宜上「P(=パチスロ）n話」とする。
| 話数 | サブタイトル                                       | 脚本     | 絵コンテ | 演出     | 作画監督   |
| ---- | -------------------------------------------------- | -------- | -------- | -------- | ---------- |
| 1    | 激闘！鮎釣り大会                                   | 杉原研二 | 錦織博   | 浅野勝也 | -          |
| 2    | 爆釣！ムツゴロウ釣り！                             | 杉原研二 | 錦織博   | 浅野勝也 | 川上哲也   |
| 3    | 磯決戦！メジナ釣り！                               | 杉原研二 | 錦織博   | 上田繁   | 梶谷光春   |
| 4    | 驚異！ピラニア釣り！                               | 杉原研二 | 錦織博   | 上田繁   | 中山由美   |
| 5    | 在来種を守れ！バス釣り大会！[注 8]                 | 杉原研二 | 錦織博   | 上田繁   | 木下由美子 |
| 6    | エビでタイ釣るクロダイ釣り！                       | 杉原研二 | 錦織博   | 上田繁   | 小宮素直   |
| 7    | 鯛はキツイぞ！ジリ貧 真鯛釣り！                    | 杉原研二 | 錦織博   | 上田繁   | 木本茂樹   |
| 8    | 天ぷら、唐揚げ、時にスケート！氷上のワカサギ釣り！ | 杉原研二 | 錦織博   | 上田繁   | 木本茂樹   |
| 9    | 捨てる部分は一つもないぞ！大海原の大決戦クジラ！   | 杉原研二 | 錦織博   | 上田繁   | 木本茂樹   |
| P1   | 「グルクン編」美味トロピカル グルクン釣り!         | 杉原研二 | 錦織博   | 高島大輔 | 木本茂樹   |
| P2   | 「ドクターフィッシュ編」魅惑のドクターフィッシュ!  | 杉原研二 | 錦織博   | 高島大輔 | 木本茂樹   |
| P3   | 「スロバカ編」炎のバージンズハイ!                  | 杉原研二 | 錦織博   | 高島大輔 | 木本茂樹   |

## 関連商品（テレビアニメ系）

### CD
発売元は、コナミデジタルエンタテインメント。販売元は、ソニー・ミュージックディストリビューション（現：ソニー・ミュージックマーケティング）
- キャラクターミニアルバム1「桜野音羽（川澄綾子）&エリーゼ・フォン・ディートリッヒ（辻あゆみ）」 - 2007年10月24日発売
- キャラクターミニアルバム2「園宮可憐（後藤沙緒里）&一条瑛花（伊藤静）」 - 2007年12月12日発売
- オリジナルサウンドトラック -  2007年12月19日発売
- キャラクターベストアルバム - 2008年1月23日発売

### 携帯アプリ
- 2007年12月よりiアプリ用としてシミュレーションゲーム（前編）が、コナミネットDXにて配信されている。
  - 2008年2月からS!アプリ版も、10月からは、BREW版も配信を開始した。
- テレビアニメ版のストーリー・設定・イラストを利用しているが、主人公として美空秋人というオリジナルキャラクターが冬后の補佐として登場、実質的にソニックダイバー隊を指揮することとなり、テレビアニメの世界とはパラレルワールド状態になっている。
- 日常は恋愛シミュレーションゲームのシステムで話が進み、ソニックダイバー隊の戦闘時には、ウォー・シミュレーションゲームのシステムで、美空（主人公）が指揮官として、ソニックダイバー隊を操作する。

### 漫画
講談社の「月刊マガジンZ」2007年10月号（8月25日発売）より連載開始。原作はコナミデジタルエンタテインメント。作画は大関詠嗣。単行本全1巻が2007年12月に発売。1月号まで連載され全4話。単行本では登場人物の顔を中心に多少の修正が加えられている。

### パチスロ
- スカイガールズ〜よろしく!ゼロ〜（2013年、高砂電器産業）
- スカイガールズ〜ゼロ、ふたたび〜（2015年、高砂電器産業）
- スカイガールズ〜ゼロノツバサ〜（2020年、コナミアミューズメント）